# Scotopteryx pulchrata
Scotopteryx pulchrata är en fjärilsart som beskrevs av Alphéraky 1883. Scotopteryx pulchrata ingår i släktet backmätare, och familjen mätare. Inga underarter finns listade.